# Cyphonisia annulata
Cyphonisia annulata là một loài nhện trong họ Barychelidae. Loài này phân bố ờ Ghana.